# 細川秀勝
細川 秀勝（ほそかわ ひでかつ、1964年4月9日 - ）は、岩手県出身で、静岡県を登録地とした日本競輪学校第58期生の元競輪選手。元サッカー選手（GK）。師匠は東晃（45期）

## 来歴
岩手県立盛岡商業高等学校入学時にサッカー部に入部。全国高等学校サッカー選手権大会では、1981年度に行われた第60回、1982年度に行われた第61回と2年連続で出場。61回大会ではベスト8を経験し、大会優秀選手と日本高校選抜に選ばれた。全国高等学校総合体育大会サッカー競技大会（インターハイ）でも1981年、1982年の両年度に出場した。
卒業後に国士舘大学に進学するも、1984年に日本サッカーリーグ1部の古河電工に加入。JSL1部での出場機会はなく、同年限りで退団した。
その後、競輪へ転身した。競輪学校時代の在校競走成績は8勝。
1986年9月5日、川崎競輪場でデビューし5着。初勝利は同年9月27日の福井競輪場。
1987年、競輪祭・新人王戦（小倉競輪場）9位。同年の優秀新人賞を受賞。
その後、日本選手権競輪通算6回出場など、1990年代前半から半ばあたりまで特別競輪に常時出場していた。
2019年12月27日、選手登録を消除し現役を引退。